# Америчка Девичанска Острва на Светском првенству у атлетици у дворани 2014.
Америчка Девичанска Острва су учествовала на Светском првенству у атлетици у дворани 2014. одржаном у Сопоту од 7. до 9. марта једанаести пут. Репрезентацију Америчких Девичанских Острва представљало је двоје такмичара (1 мушкарац и 1 жена), који су се такмичили у две дисциплине.
На овом првенству Америчка Девичанска Острва нису освојила ниједну медаљу. Остварен је један лични рекорд сезоне.

## Учесници
| Мушкарци: - Табари Хенри | Жене: - Лаверн Џоунс-Ферет — 60 м |  |

## Резултати

### Мушкарци
| Атлетичар    | Дисциплина | Лични рекорд | Квалификације | Квалификације | Полуфинале           | Полуфинале           | Финале               | Финале       | Детаљи |
| Атлетичар    | Дисциплина | Лични рекорд | Резултат      | Место         | Резултат             | Место                | Резултат             | Место        | Детаљи |
| ------------ | ---------- | ------------ | ------------- | ------------- | -------------------- | -------------------- | -------------------- | ------------ | ------ |
| Табари Хенри | 400 м      | 45,81 НР     | 46,87         | 3. у гр. 4    | Није се квалификовао | Није се квалификовао | Није се квалификовао | 16 / 25 (27) |        |

### Жене
| Атлетичарка        | Дисциплина | Лични рекорд | Квалификације | Квалификације | Полуфинале            | Полуфинале            | Финале                | Финале  | Детаљи |
| Атлетичарка        | Дисциплина | Лични рекорд | Резултат      | Место         | Резултат              | Место                 | Резултат              | Место   | Детаљи |
| ------------------ | ---------- | ------------ | ------------- | ------------- | --------------------- | --------------------- | --------------------- | ------- | ------ |
| Лаверн Џоунс-Ферет | 60 м       | 6,97 НР      | 7,39 ЛРС      | 5. у гр. 3    | Није се квалификовала | Није се квалификовала | Није се квалификовала | 28 / 43 |        |